# Portrait de Savva Mamontov
Le Portrait de Savva Mamontov (en russe : Портрет Сави Мамонтова) est un tableau réalisé par Mikhaïl Vroubel, dont le personnage représenté est Savva Mamontov, admirateur des arts, mécène et industriel moscovite.
Mikhaïl Vroubel commence à peindre des portraits d'étudiants ou de connaissances, alors qu'il est encore lui-même étudiant à l'académie de Saint-Pétersbourg. Il est l'auteur de plusieurs autoportraits mais aussi de portraits très réussis d'étrangers (comme un portrait d'une femme de style Empire, un portrait de Constantin Artsybouchev (ru)). Mais le portrait de Savva Mamontov de 1897 est unique en son genre.  
La peinture du mécène bien connu de Vroubel est réalisée dans un intérieur et le modèle se présente assis dans un fauteuil, croisant les genoux. Malgré ces éléments paisibles, ce tableau fait ressortir symboliquement la lutte entre le tempérament artistique de Vroubel et la puissante personnalité de Mamontov. Ce dernier semble être sous le coup de l'annonce d'une grave nouvelle. Il paraît être dans une situation difficile et essayer de comprendre quelque chose pour lui-même ou peut-être pour tout le monde. Les traits de son visage font ressortir une mimique inhabituelle. Il pourrait ressembler à Méphistophélès, mais son visage ne serait alors pas de ce monde. Il est vrai qu'il est difficile d'imaginer un portrait d'intérieur détendu d'un personnage hors du commun, comme Mamontov, par un artiste hors du commun également, comme Vroubel. 
Savva Momontov a posé pour d'autres peintres. On conserve plusieurs portraits d'Ilia Repine en 1878 et en 1880. Valentin Serov en a réalisé plusieurs également (dont le dernier dans la ville d'Odessa). Impressionné par la virtuosité d'Anders Zorn, Mamontov a posé pour lui également. C'est celui de Vroubel qui est le tableau le plus tardif (1897). La technique particulière utilisée par Vroubel annonce la peinture du siècle à venir. La fébrile animation des choses inanimées font disparaître dans ses toiles la distinction entre l'organique et l'inorganique, entre les corps et les objets. Les fragmentations du décor en unités géométriques confèrent à ses œuvres un caractère décoratif. On peut y voir une anticipation du cubisme,.

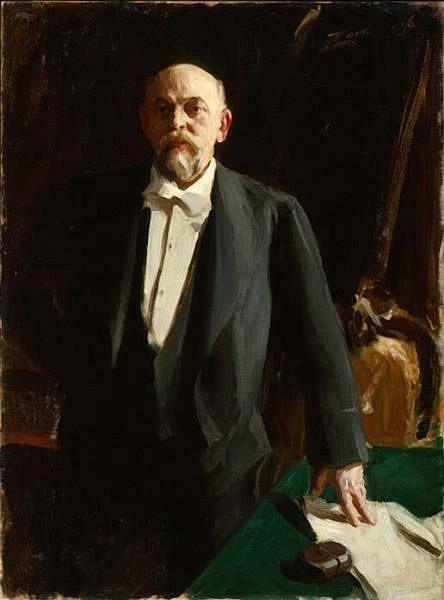
Savva Mamontov par Anders Zorn (1896)
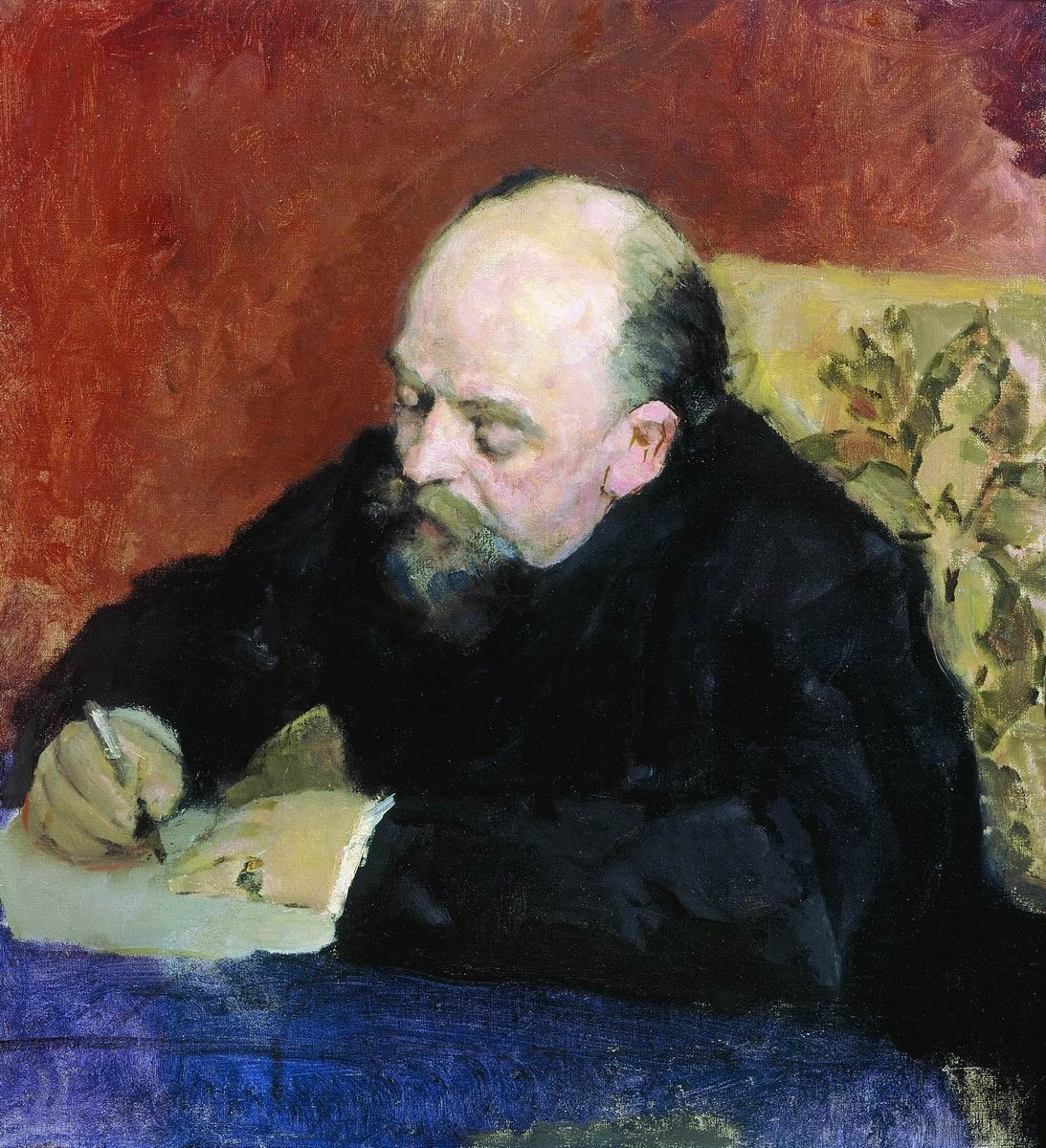
Savva Mamontov par Valentin Serov (1891, musée de Toula)
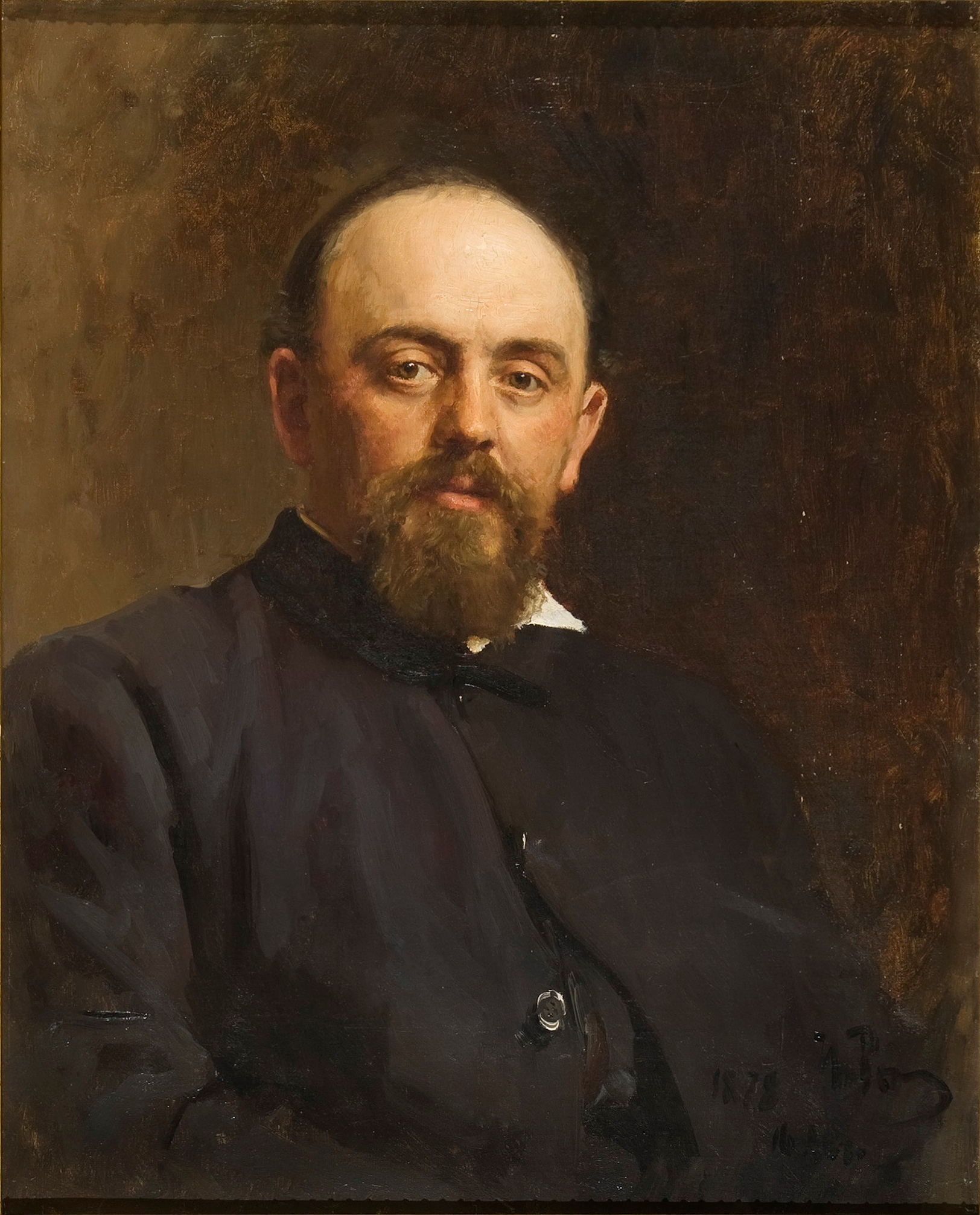
Mamontov par Ilia Repine (1878)

Vroubel est parvenu à réaliser une image vraie d'un personnage talentueux qui vient d'un milieu non-artistique.

## Sources
- (ru) Mikhaïl Vroubel, Catalogue de l'exposition de la Galerie Tretiakov 1957/ Михаил Александрович Врубель. Выставка произведений. Каталог ГТГ., М, «Искусство», 1957
- (ru) Constantin Korovine se souvient … art plastique 1990 Константин Коровин вспоминает…,М, «Изобразительное искусство», 1990
- (ru) A Mokhailov , les aquarelles de Vroubel /«Акварели Врубеля» А.Михайлов ж «Юный художник»,2,1986
- (ru) Mikhaïl Vroubel, Catalogue, vie et œuvres, édition Aurora, Léningrad, 1989 Каталог. Автор вступительной статьи, летописи жизни и творчества; Герман., Ленинград, «Аврора», 1989.